# Campeonato Mundial de Atletismo de 2009 - Salto com vara feminino
O salto com vara feminino do Campeonato Mundial de Atletismo de 2009 teve sua fase qualificatória em 15 de agosto e final em 17 de agosto no Olympiastadion, em Berlim.

## Recordes
Antes desta competição, os recordes mundiais e do campeonato nesta prova eram os seguintes:
| Tipo                  | Atleta            | Altura | Local     | Data                 | Ref |
| --------------------- | ----------------- | ------ | --------- | -------------------- | --- |
|                       | Yelena Isinbayeva | 5,05   | Pequim    | 18 de agosto de 2008 | ver |
| Recorde do campeonato | Yelena Isinbayeva | 5,01   | Helsinque | 12 de agosto de 2005 | ver |

## Medalhistas
| Ouro                | Prata              | Bronze                |
| Anna Rogowska (POL) | Monika Pyrek (POL) | Chelsea Johnson (USA) |

## Resultados

### Eliminatórias
Estes são os resultados das eliminatórias. As 31 atletas inscritas foram divididas em dois grupos, se classificando para a final as saltadoras que atingissem 4,60m (Q) ou, no mínimo, doze atletas (q).

#### Grupo A
| Pos. | Atleta                    | 4,10 | 4,25 | 4,40 | 4,50 | 4,55 | 4,60 | Res.     | Nota             |
| ---- | ------------------------- | ---- | ---- | ---- | ---- | ---- | ---- | -------- | ---------------- |
| 1    | BRA Fabiana Murer         |      |      | o    | o    | o    |      | 4,55 (q) |                  |
| 1    | POL Anna Rogowska         |      |      | o    |      | o    |      | 4,55 (q) |                  |
| 1    | RUS Yuliya Golubchikova   |      |      | o    |      | o    |      | 4,55 (q) |                  |
| 4    | GBR Kate Dennison         | o    | o    | o    | xo   | o    |      | 4,55 (q) |                  |
| 4    | GER Anna Battke           |      | o    | o    | xo   | o    |      | 4,55 (q) |                  |
| 6    | RUS Tatyana Polnova       | o    | xo   | xo   | xo   | o    |      | 4,55 (q) |                  |
| 7    | ITA Anna Giordano Bruno   | o    | xo   | xo   | o    | xxx  |      | 4,50     |                  |
| 8    | SUI Nicole Büchler        | o    | o    | o    | xo   | xxx  |      | 4,50     | Recorde nacional |
| 9    | POL Joanna Piwowarska     | o    | o    | xxx  |      |      |      | 4,25     |                  |
| 9    | USA Stacy Dragila         |      | o    | xxx  |      |      |      | 4,25     |                  |
| 11   | CYP Mariánna Zaharíadi    | xo   | xo   | xxx  |      |      |      | 4,25     |                  |
| 12   | POR Sandra Helena Tavares | xo   | xxo  | xxx  |      |      |      | 4,25     |                  |
| 13   | FRA Télie Mathiot         | o    | xxx  |      |      |      |      | 4,10     |                  |
| 14   | CZE Romana Malácová       | xo   | xxx  |      |      |      |      | 4,10     |                  |
|      | CHN Gao Shuying           |      | xxx  |      |      |      |      | NM       |                  |

#### Grupo B

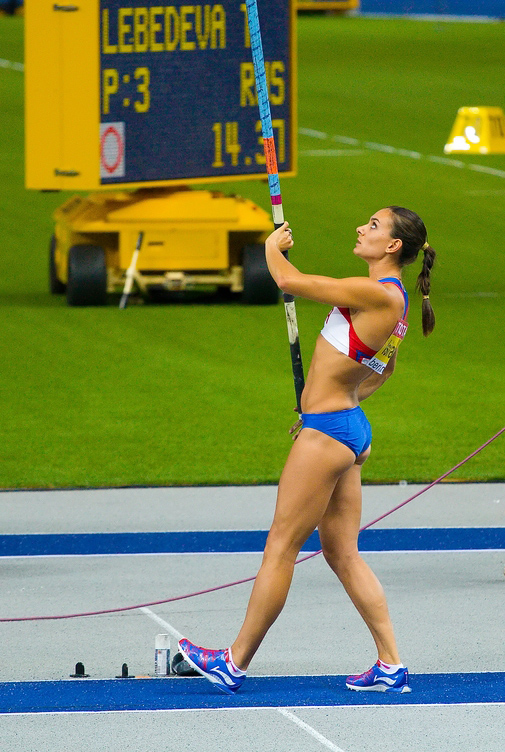
A russa Yelena Isinbaeva ficou em primeiro lugar nas eliminatórias, mas não acertou os saltos da final.

| Pos. | Atleta                     | 4,10 | 4,25 | 4,40 | 4,50 | 4,55 | 4,60 | Res.     | Nota                 |
| ---- | -------------------------- | ---- | ---- | ---- | ---- | ---- | ---- | -------- | -------------------- |
| 1    | GER Silke Spiegelburg      |      |      | o    | o    | o    |      | 4,55 (q) |                      |
| 1    | RUS Yelena Isinbaeva       |      |      |      |      | o    |      | 4,55 (q) |                      |
| 3    | USA Chelsea Johnson        |      | xxo  | o    | o    | o    |      | 4,55 (q) |                      |
| 4    | POL Monika Pyrek           |      |      | o    | xo   | xo   |      | 4,55 (q) |                      |
| 5    | RUS Aleksandra Kiryashova  |      | o    | o    | xo   | xxo  |      | 4,55 (q) |                      |
| 6    | GER Kristina Gadschiew     |      | o    | o    | o    | xxx  |      | 4,50 (q) |                      |
| 7    | USA Jillian Schwartz       |      | o    | xo   | xo   | xxx  |      | 4,50     |                      |
| 8    | CAN Kelsie Hendry          |      | o    | o    | xxx  |      |      | 4,40     |                      |
| 8    | CZE Jirina Ptácniková      |      | o    | o    | xxx  |      |      | 4,40     |                      |
| 10   | CHN Li Ling                | o    | o    | xo   | xxx  |      |      | 4,40     | Recorde da temporada |
| 11   | GRE Nikoléta Kiriakopoúlou | o    | xo   | xo   | xxx  |      |      | 4,40     |                      |
| 12   | FIN Minna Nikkanen         | o    | o    | xxo  | xxx  |      |      | 4,40     |                      |
| 13   | ESP Naroa Agirre           | o    | xo   | xxo  | xxx  |      |      | 4,40     | Recorde da temporada |
| 14   | MAS Roslinda Samsu         | xo   | xo   | xxx  |      |      |      | 4,25     |                      |
| 15   | JPN Takayo Kondo           | o    | xxx  |      |      |      |      | 4,10     |                      |
| 16   | KOR Lim Eun-Ji             | xo   | xxx  |      |      |      |      | 4,10     |                      |

### Final

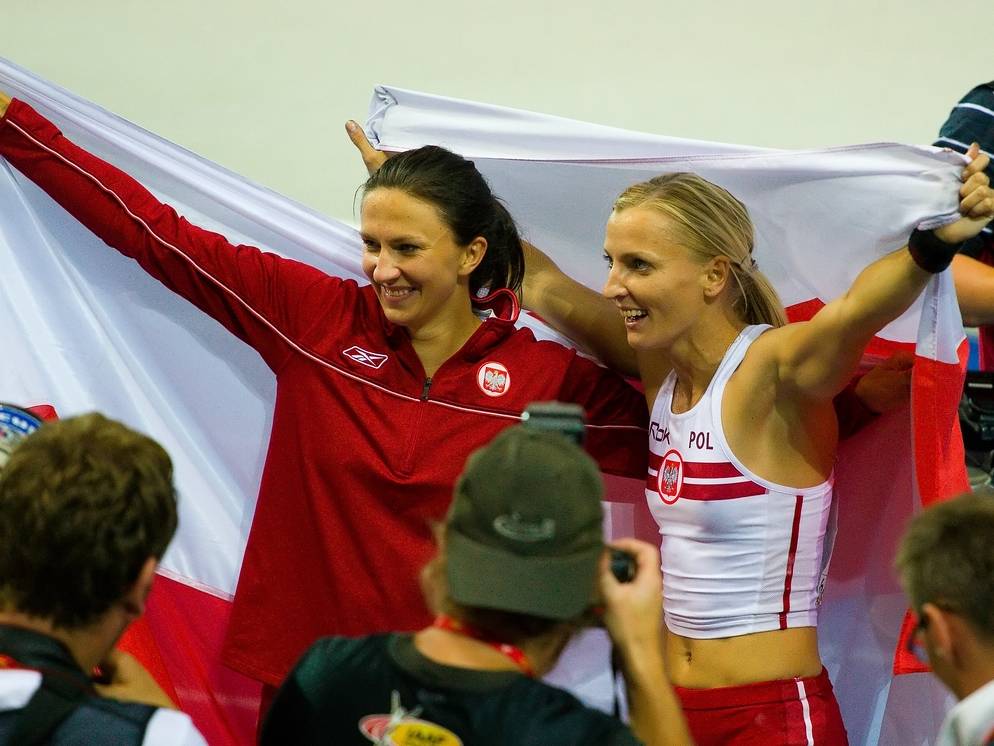
Anna Rogowska e Monika Pyrek, campeã e vice da prova.

Estes são os resultados da final:
| Pos.              | Atleta                    | 4,25 | 4,40 | 4,55 | 4,65 | 4,75 | 4,80 | Res. | Notas                |
| ----------------- | ------------------------- | ---- | ---- | ---- | ---- | ---- | ---- | ---- | -------------------- |
| Medalha de ouro   | POL Anna Rogowska         | -    | o    | o    | xo   | o    | xxx  | 4,75 |                      |
| Medalha de prata  | POL Monika Pyrek          | -    | o    | o    | o    | xx-  | x    | 4,65 |                      |
| Medalha de bronze | USA Chelsea Johnson       | -    | o    | o    | o    | xxx  |      | 4,65 |                      |
| 4                 | GER Silke Spiegelburg     | -    | o    | xo   | xo   | xxx  |      | 4,65 |                      |
| 5                 | BRA Fabiana Murer         | -    | o    | o    | xxx  |      |      | 4,55 |                      |
| 6                 | GBR Kate Dennison         | o    | o    | xo   | xxx  |      |      | 4,55 | Recorde da temporada |
| 7                 | GER Anna Battke           | -    | o    | xxx  |      |      |      | 4,40 |                      |
| 8                 | RUS Tatyana Polnova       | o    | o    | xxx  |      |      |      | 4,40 |                      |
| 9                 | RUS Aleksandra Kiryashova | xo   | xo   | xxx  |      |      |      | 4,40 |                      |
| 10                | GER Kristina Gadschiew    | o    | xxo  | xxx  |      |      |      | 4,40 |                      |
|                   | RUS Yelena Isinbaeva      | -    | -    | -    | -    | x-   | xx   | NM   |                      |
|                   | RUS Yuliya Golubchikova   |      |      |      |      |      |      | DNS  |                      |

- o = Salto bem sucedido
- x = Salto mal sucedido

Legenda
| Recorde mundial       | Recorde mundial (World record)               |                       | Recorde africano                      | Recorde africano (African) |                                           | Q | Classificado por posição (Qualified) |
| Recorde do campeonato | Recorde do campeonato (Championship record)  | Recorde da América    | Recorde da América (Americas)         | q                          | Classificado por melhor tempo (Qualified) |   |                                      |
| Melhor marca do ano   | Melhor marca do ano (World leading)          | Recorde asiático      | Recorde asiático (Asian)              | DNS                        | Não largou (Did not start)                |   |                                      |
| Recorde nacional      | Recorde nacional (National record)           | Recorde europeu       | Recorde europeu (European)            | DNF                        | Não terminou (Did not finish)             |   |                                      |
| Recorde pessoal       | Recorde pessoal do atleta (Personal best)    | Recorde da Oceania    | Recorde da Oceania (Oceania)          | DSQ / DQ                   | Desclassificado (Disqualified)            |   |                                      |
| Recorde da temporada  | Recorde da temporada do atleta (Season best) | Recorde sul-americano | Recorde sul-americano (South America) | NM                         | Sem marca (No mark)                       |   |                                      |